# 拜伯里
拜伯里（Bibury）是英国格洛斯特郡科茨沃尔德区的一个村庄和民政教区。它坐落在科隆河畔，距赛伦塞斯特10.5公里。根据记录，拜伯里的土地和教堂归伍斯特的圣玛丽修道院管辖，1130年转归牛津附近的奥斯尼修道院管辖，直到1540年修道院解散。
艺术家威廉·莫里斯在访问拜伯里时称其为“英格兰最美丽的村庄”。17世纪建造的有着陡斜屋顶的蜂蜜色石头小屋曾居住着为附近的阿灵顿磨坊提供缩绒布料织布工人。这个磨坊现在已成为私人宅邸。
风景如画的阿灵顿排屋建于1380年，最初作为寺院羊毛店。17世纪转成织布小屋。这里生产的布被送往阿灵顿工厂。阿灵顿排屋可能是拍摄最多的的科茨沃尔德的场景之一，并被皇家艺术学院保存。它已被用来多部电影和电视作为拍摄地，其中最出名的是《星尘》和《布里吉特·琼斯的日记》。
科音河（Coin River）与主干道并行，河水和拜伯里泉水一道，滋润着1902年由自然学家亚瑟·赛文（Arthur Severn）建立的拜伯里鳟鱼农场。这个农场借当地的河流溪水饲养褐鳟，每年这里的养殖场可以产出约6百万的鳟鱼卵。